# Quatrième district congressionnel de l'État de Washington
Le 4e district congressionnel de Washington englobe une vaste zone du centre de Washington, couvrant les comtés de Douglas, Okanogan, Grant, Yakima, Benton et Klickitat et certaines parties des comtés d'Adams et de Franklin. Le district est dominé par les zones de Yakima et Tri-Cities. Avec un indice CPVI de R+11, c'est le district le plus Républicain de Washington.
Sa domination républicaine est établie de longue date. Hormis le Comté de Klickitat, qui a été remporté six fois par les Démocrates entre 1968 et 2008 – mais jamais avec plus de 51 % des voix – aucun candidat Démocrate à la présidentielle n'a remporté un comté dans le district depuis que Bill Clinton a remporté le Comté d'Okanogan en 1992. Aucun des autres comtés du district n'a soutenu un démocrate à la présidence depuis Lyndon B. Johnson en 1964, tandis que le Comté d'Adams n'a pas voté démocrate depuis Franklin D. Roosevelt en 1936.
George W. Bush a remporté la circonscription en 2000 et 2004 avec respectivement 62 % et 63 % des voix. Le 4e district a également donné à John McCain 58 % des voix en 2008, sa meilleure performance à Washington.
Seuls trois démocrates ont représenté la circonscription au Congrès. Le dernier Démocrate à représenter le district était Jay Inslee, qui occupait ce siège lors du 103e Congrès. Doc Hastings, l'adversaire Républicain d'Inslee en 1992, a battu Inslee lors d'un match revanche en 1994 et a siégé au Congrès jusqu'à sa retraite en 2014. Après avoir perdu contre Hastings en 1994, Inslee a ensuite déménagé à Bainbridge Island et a été renvoyé au Congrès pour représenter le 1er district dans la zone centrale de Puget Sound. Inslee a été élu Gouverneur de l'État en 2012 et a pris ses fonctions en janvier 2013. Lors des élections de 2008, Hastings a facilement battu son challenger George Fearing. Le 4e district est représenté  par le Républicain Dan Newhouse depuis 2015.

## Historique de vote
| Année | Poste     | Résultats                  |
| ----- | --------- | -------------------------- |
| 1952  | Président | Eisenhower 62,0 % – 38,0 % |
| 1956  | Président | Eisenhower 58,0 % – 42,0 % |
| 1960  | Président | Nixon 56,0 % – 44,0 %      |
| 1964  | Président | Johnson 58,0 % – 42,0 %    |
| 1968  | Président | Nixon 53,0 % – 39,0 %      |
| 1972  | Président | Nixon 59,0 % – 41,0 %      |
| 1976  | Président | Ford 52,0 % – 44,0 %       |
| 1980  | Président | Reagan 55,0 % – 36,0 %     |
| 1984  | Président | Reagan 63,0 % – 34,0 %     |
| 1988  | Président | Bush 57,0 % – 41,0 %       |
| 1992  | Président | Bush 42,0 % – 35,0 %       |
| 1996  | Président | Dole 48,0 % – 40,0 %       |
| 2000  | Président | Bush 62,0 % – 34,0 %       |
| 2004  | Président | Bush 63,0 % – 35,0 %       |
| 2008  | Président | McCain 58,0 % – 40,0 %     |
| 2012  | Président | Romney 60,0 % – 38,0 %     |
| 2016  | Président | Trump 56,0 % – 34,0 %      |
| 2020  | Président | Trump 58,0 % – 39,0 %      |

## Liste des Représentants du district
| Membre                          | Parti       | Années                          | Congrès     | Histoire électorale | Zone géographique |
| ------------------------------- | ----------- | ------------------------------- | ----------- | --- | ----------------- |
| District établit le 4 mars 1915 |             |                                 |             | |                   |
| William La Follette (en)        | Républicain | 4 mars 1915 - 3 mars 1919       | 64e , 65e   | Redécoupage depuis le 3e district et réélu en 1914. Réélu en 1916. Perd sa renomination.                                                                     |                   |
| John W. Summers (en)            | Républicain | 4 mars 1919 - 3 mars 1933       | 66e - 72e   | Élu en 1918. Réélu en 1920. Réélu en 1922. Réélu en 1924. Réélu en 1926. Réélu en 1928. Réélu en 1930. Perd sa réélection.                                   |                   |
| Knute Hill (en)                 | Démocrate   | 4 mars 1933 - 3 janvier 1943    | 73e - 77e   | Élu en 1932. Réélu en 1934. Réélu en 1936. Réélu en 1938. Réélu en 1940. Perd sa réélection.                                                                 |                   |
| Hal Holmes (en)                 | Républicain | 3 janvier 1943 - 3 janvier 1959 | 78e - 85e   | Élu en 1942. Réélu en 1944. Réélu en 1946. Réélu en 1948. Réélu en 1950. Réélu en 1952. Réélu en 1954. Réélu en 1956. Retrait.                               |                   |
| Catherine Dean May              | Républicain | 3 janvier 1959 - 3 janvier 1971 | 86e - 91e   | Élue en 1958. Réélue en 1960. Réélue en 1962. Réélue en 1964. Réélue en 1966. Réélue en 1968. Perd sa réélection.                                            |                   |
| Mike McCormack (en)             | Démocrate   | 3 janvier 1971 - 3 janvier 1981 | 92e - 96e   | Élu en 1970. Réélu en 1972. Réélu en 1974. Réélu en 1976. Réélu en 1978. Perd sa réélection.                                                                 |                   |
| Sid Morrison (en)               | Républicain | 3 janvier 1981 - 3 janvier 1993 | 97e - 102e  | Élu en 1980. Réélu en 1982. Réélu en 1984. Réélu en 1986. Réélu en 1988. Réélu en 1990. Retrait pour se présenter comme Gouverneur.                          |                   |
| Jay Inslee                      | Démocrate   | 3 janvier 1993 - 3 janvier 1995 | 103e        | Élu en 1992. Perd sa réélection. |                   |
| Doc Hastings (en)               | Républicain | 3 janvier 1995 - 3 janvier 2015 | 104e - 113e | Élu en 1994. Réélu en 1996. Réélu en 1998. Réélu en 2000. Réélu en 2002. Réélu en 2004. Réélu en 2006. Réélu en 2008. Réélu en 2010. Réélu en 2012. Retrait. |                   |
| Doc Hastings (en)               | Républicain | 3 janvier 1995 - 3 janvier 2015 | 104e - 113e | Élu en 1994. Réélu en 1996. Réélu en 1998. Réélu en 2000. Réélu en 2002. Réélu en 2004. Réélu en 2006. Réélu en 2008. Réélu en 2010. Réélu en 2012. Retrait. | 2003–2013         |
| Doc Hastings (en)               | Républicain | 3 janvier 1995 - 3 janvier 2015 | 104e - 113e | Élu en 1994. Réélu en 1996. Réélu en 1998. Réélu en 2000. Réélu en 2002. Réélu en 2004. Réélu en 2006. Réélu en 2008. Réélu en 2010. Réélu en 2012. Retrait. | 2013–2023         |
| Dan Newhouse                    | Républicain | 3 janvier 2015 - Présent        | 114e - 118e | Élu en 2014. Réélu en 2016. Réélu en 2018. Réélu en 2020. Réélu en 2022.                                                                                     |                   |
| Dan Newhouse                    | Républicain | 3 janvier 2015 - Présent        | 114e - 118e | Élu en 2014. Réélu en 2016. Réélu en 2018. Réélu en 2020. Réélu en 2022.                                                                                     | 2023–Présent      |

## Résultats des récentes élections
Voici les résultats des dix précédents cycles électoraux dans le district.

### 2004
| Élection de 2004 du 4e district congressionnel de Washington | Élection de 2004 du 4e district congressionnel de Washington | Élection de 2004 du 4e district congressionnel de Washington | Élection de 2004 du 4e district congressionnel de Washington | Élection de 2004 du 4e district congressionnel de Washington |
| ------------------------------------------------------------ | ------------------------------------------------------------ | ------------------------------------------------------------ | ------------------------------------------------------------ | ------------------------------------------------------------ |
| Parti                                                        | Parti                                                        | Candidat                                                     | Votes                                                        | %                                                            |
|                                                              | Républicain                                                  | Doc Hastings (en) (sortant)                                  | 154 627                                                      | 62,6                                                         |
|                                                              | Démocrate                                                    | Sandy Matheson                                               | 92 486                                                       | 37,4                                                         |
| Total des votes                                              | Total des votes                                              | Total des votes                                              | 247 113                                                      | 100 %                                                        |
|                                                              | Les Républicains conservent                                  |                                                              |                                                              |                                                              |

### 2006
| Élection de 2006 du 4e district congressionnel de Washington | Élection de 2006 du 4e district congressionnel de Washington | Élection de 2006 du 4e district congressionnel de Washington | Élection de 2006 du 4e district congressionnel de Washington | Élection de 2006 du 4e district congressionnel de Washington |
| ------------------------------------------------------------ | ------------------------------------------------------------ | ------------------------------------------------------------ | ------------------------------------------------------------ | ------------------------------------------------------------ |
| Parti                                                        | Parti                                                        | Candidat                                                     | Votes                                                        | %                                                            |
|                                                              | Républicain                                                  | Doc Hastings (en) (sortant)                                  | 115 246                                                      | 59,9                                                         |
|                                                              | Démocrate                                                    | Richard Wright                                               | 77 054                                                       | 40,1                                                         |
| Total des votes                                              | Total des votes                                              | Total des votes                                              | 192 300                                                      | 100 %                                                        |
|                                                              | Les Républicains conservent                                  |                                                              |                                                              |                                                              |

### 2008
| Élection de 2002 du 4e district congressionnel de Washington | Élection de 2002 du 4e district congressionnel de Washington | Élection de 2002 du 4e district congressionnel de Washington | Élection de 2002 du 4e district congressionnel de Washington | Élection de 2002 du 4e district congressionnel de Washington |
| ------------------------------------------------------------ | ------------------------------------------------------------ | ------------------------------------------------------------ | ------------------------------------------------------------ | ------------------------------------------------------------ |
| Parti                                                        | Parti                                                        | Candidat                                                     | Votes                                                        | %                                                            |
|                                                              | Républicain                                                  | Doc Hastings (en) (sortant)                                  | 169 940                                                      | 63,1                                                         |
|                                                              | Démocrate                                                    | George Fearing                                               | 99 430                                                       | 36,9                                                         |
| Total des votes                                              | Total des votes                                              | Total des votes                                              | 269 370                                                      | 100 %                                                        |
|                                                              | Les Républicains conservent                                  |                                                              |                                                              |                                                              |

### 2010
| Élection de 2010 du 4e district congressionnel de Washington | Élection de 2010 du 4e district congressionnel de Washington | Élection de 2010 du 4e district congressionnel de Washington | Élection de 2010 du 4e district congressionnel de Washington | Élection de 2010 du 4e district congressionnel de Washington |
| ------------------------------------------------------------ | ------------------------------------------------------------ | ------------------------------------------------------------ | ------------------------------------------------------------ | ------------------------------------------------------------ |
| Parti                                                        | Parti                                                        | Candidat                                                     | Votes                                                        | %                                                            |
|                                                              | Républicain                                                  | Doc Hastings (en) (sortant)                                  | 156 726                                                      | 67,6                                                         |
|                                                              | Démocrate                                                    | Jay Clough                                                   | 74 973                                                       | 32,4                                                         |
| Total des votes                                              | Total des votes                                              | Total des votes                                              | 231 699                                                      | 100 %                                                        |
|                                                              | Les Républicains conservent                                  |                                                              |                                                              |                                                              |

### 2012
| Élection de 2012 du 4e district congressionnel de Washington | Élection de 2012 du 4e district congressionnel de Washington | Élection de 2012 du 4e district congressionnel de Washington | Élection de 2012 du 4e district congressionnel de Washington | Élection de 2012 du 4e district congressionnel de Washington |
| ------------------------------------------------------------ | ------------------------------------------------------------ | ------------------------------------------------------------ | ------------------------------------------------------------ | ------------------------------------------------------------ |
| Parti                                                        | Parti                                                        | Candidat                                                     | Votes                                                        | %                                                            |
|                                                              | Républicain                                                  | Doc Hastings (en) (sortant)                                  | 154 749                                                      | 66,2                                                         |
|                                                              | Démocrate                                                    | Mary Baechler                                                | 78 940                                                       | 33,8                                                         |
| Total des votes                                              | Total des votes                                              | Total des votes                                              | 233 689                                                      | 100 %                                                        |
|                                                              | Les Républicains conservent                                  |                                                              |                                                              |                                                              |

### 2014
| Élection de 2014 du 4e district congressionnel de Washington | Élection de 2014 du 4e district congressionnel de Washington | Élection de 2014 du 4e district congressionnel de Washington | Élection de 2014 du 4e district congressionnel de Washington | Élection de 2014 du 4e district congressionnel de Washington |
| ------------------------------------------------------------ | ------------------------------------------------------------ | ------------------------------------------------------------ | ------------------------------------------------------------ | ------------------------------------------------------------ |
| Parti                                                        | Parti                                                        | Candidat                                                     | Votes                                                        | %                                                            |
|                                                              | Républicain                                                  | Dan Newhouse                                                 | 77 772                                                       | 50,8                                                         |
|                                                              | Républicain                                                  | Clint Didier                                                 | 75 307                                                       | 49,2                                                         |
| Total des votes                                              | Total des votes                                              | Total des votes                                              | 153 079                                                      | 100 %                                                        |
|                                                              | Les Républicains conservent                                  |                                                              |                                                              |                                                              |

### 2016
| Élection de 2016 du 4e district congressionnel de Washington | Élection de 2016 du 4e district congressionnel de Washington | Élection de 2016 du 4e district congressionnel de Washington | Élection de 2016 du 4e district congressionnel de Washington | Élection de 2016 du 4e district congressionnel de Washington |
| ------------------------------------------------------------ | ------------------------------------------------------------ | ------------------------------------------------------------ | ------------------------------------------------------------ | ------------------------------------------------------------ |
| Parti                                                        | Parti                                                        | Candidat                                                     | Votes                                                        | %                                                            |
|                                                              | Républicain                                                  | Dan Newhouse (sortant)                                       | 132 517                                                      | 57,6                                                         |
|                                                              | Républicain                                                  | Clint Didier                                                 | 97 402                                                       | 42,4                                                         |
| Total des votes                                              | Total des votes                                              | Total des votes                                              | 229 919                                                      | 100 %                                                        |
|                                                              | Les Républicains conservent                                  |                                                              |                                                              |                                                              |

### 2018
| Élection de 2012 du 4e district congressionnel de Washington | Élection de 2012 du 4e district congressionnel de Washington | Élection de 2012 du 4e district congressionnel de Washington | Élection de 2012 du 4e district congressionnel de Washington | Élection de 2012 du 4e district congressionnel de Washington |
| ------------------------------------------------------------ | ------------------------------------------------------------ | ------------------------------------------------------------ | ------------------------------------------------------------ | ------------------------------------------------------------ |
| Parti                                                        | Parti                                                        | Candidat                                                     | Votes                                                        | %                                                            |
|                                                              | Républicain                                                  | Dan Newhouse (sortant)                                       | 141 551                                                      | 62,8                                                         |
|                                                              | Démocrate                                                    | Christine Brown                                              | 83 785                                                       | 37,2                                                         |
| Total des votes                                              | Total des votes                                              | Total des votes                                              | 225 336                                                      | 100 %                                                        |
|                                                              | Les Républicains conservent                                  |                                                              |                                                              |                                                              |

### 2020
| Élection de 2020 du 4e district congressionnel de Washington | Élection de 2020 du 4e district congressionnel de Washington | Élection de 2020 du 4e district congressionnel de Washington | Élection de 2020 du 4e district congressionnel de Washington | Élection de 2020 du 4e district congressionnel de Washington |
| ------------------------------------------------------------ | ------------------------------------------------------------ | ------------------------------------------------------------ | ------------------------------------------------------------ | ------------------------------------------------------------ |
| Parti                                                        | Parti                                                        | Candidat                                                     | Votes                                                        | %                                                            |
|                                                              | Républicain                                                  | Dan Newhouse (sortant)                                       | 202 108                                                      | 66,2                                                         |
|                                                              | Démocrate                                                    | Douglas McKinley                                             | 102 667                                                      | 33,6                                                         |
|                                                              | Write-In                                                     | Write-In                                                     | 488                                                          | 0,2                                                          |
| Total des votes                                              | Total des votes                                              | Total des votes                                              | 305 263                                                      | 100 %                                                        |
|                                                              | Les Républicains conservent                                  |                                                              |                                                              |                                                              |

### 2022
| Primaire Non Partisane de 2022 du 4e district congressionnel de Washington | Primaire Non Partisane de 2022 du 4e district congressionnel de Washington | Primaire Non Partisane de 2022 du 4e district congressionnel de Washington | Primaire Non Partisane de 2022 du 4e district congressionnel de Washington | Primaire Non Partisane de 2022 du 4e district congressionnel de Washington |
| -------------------------------------------------------------------------- | -------------------------------------------------------------------------- | -------------------------------------------------------------------------- | -------------------------------------------------------------------------- | -------------------------------------------------------------------------- |
| Parti                                                                      | Parti                                                                      | Candidat                                                                   | Votes                                                                      | %                                                                          |
|                                                                            | Républicain                                                                | Dan Newhouse (sortant)                                                     | 38 331                                                                     | 25,5                                                                       |
|                                                                            | Démocrate                                                                  | Doug White                                                                 | 37 760                                                                     | 25,1                                                                       |
|                                                                            | Républicain                                                                | Loren Culp                                                                 | 32 497                                                                     | 21,6                                                                       |
|                                                                            | Républicain                                                                | Jerrod Sessler                                                             | 18 495                                                                     | 12,3                                                                       |
|                                                                            | Républicain                                                                | Brad Klippert                                                              | 15 430                                                                     | 10,3                                                                       |
|                                                                            | Républicain                                                                | Corey Gibson                                                               | 5 080                                                                      | 3,4                                                                        |
|                                                                            | Républicain                                                                | Benancio Garcia                                                            | 2 148                                                                      | 1,4                                                                        |
|                                                                            | Républicain                                                                | Jacek Koblesa                                                              | 490                                                                        | 0,3                                                                        |

| Élection de 2022 du 4e district congressionnel de Washington | Élection de 2022 du 4e district congressionnel de Washington | Élection de 2022 du 4e district congressionnel de Washington | Élection de 2022 du 4e district congressionnel de Washington | Élection de 2022 du 4e district congressionnel de Washington |
| ------------------------------------------------------------ | ------------------------------------------------------------ | ------------------------------------------------------------ | ------------------------------------------------------------ | ------------------------------------------------------------ |
| Parti                                                        | Parti                                                        | Candidat                                                     | Votes                                                        | %                                                            |
|                                                              | Républicain                                                  | Dan Newhouse (sortant)                                       | 150 619                                                      | 66,5                                                         |
|                                                              | Démocrate                                                    | Doug White                                                   | 70 710                                                       | 31,2                                                         |
|                                                              | Write-In                                                     | Write-In                                                     | 5 318                                                        | 2,3                                                          |
| Total des votes                                              | Total des votes                                              | Total des votes                                              | 226 647                                                      | 100 %                                                        |
|                                                              | Les Républicains conservent                                  |                                                              |                                                              |                                                              |

### 2024
| Primaire Non Partisane de 2024 du 4e district congressionnel de Washington | Primaire Non Partisane de 2024 du 4e district congressionnel de Washington | Primaire Non Partisane de 2024 du 4e district congressionnel de Washington | Primaire Non Partisane de 2024 du 4e district congressionnel de Washington | Primaire Non Partisane de 2024 du 4e district congressionnel de Washington |
| -------------------------------------------------------------------------- | -------------------------------------------------------------------------- | -------------------------------------------------------------------------- | -------------------------------------------------------------------------- | -------------------------------------------------------------------------- |
| Parti                                                                      | Parti                                                                      | Candidat                                                                   | Votes                                                                      | %                                                                          |
|                                                                            | Républicain                                                                | Jerrod Sessler                                                             | 51 020                                                                     | 33,1                                                                       |
|                                                                            | Républicain                                                                | Dan Newhouse (sortant)                                                     | 36 073                                                                     | 23,4                                                                       |
|                                                                            | Républicain                                                                | Tiffany Smiley                                                             | 29 761                                                                     | 19,3                                                                       |
|                                                                            | Démocrate                                                                  | Mary Baechler                                                              | 22 353                                                                     | 14,5                                                                       |
|                                                                            | Démocrate                                                                  | Jane Muchlinski                                                            | 9 593                                                                      | 6,2                                                                        |
|                                                                            | Démocrate                                                                  | Barry Knowles                                                              | 3 329                                                                      | 2,2                                                                        |
|                                                                            | Indépendant                                                                | Benny Garcia                                                               | 1 389                                                                      | 0,9                                                                        |
|                                                                            | Indépendant                                                                | John Malan                                                                 | 711                                                                        | 0,5                                                                        |
|                                                                            | Write-In                                                                   | Write-In                                                                   | 98                                                                         | 0,1                                                                        |

| Élection de 2024 du 4e district congressionnel de Washington | Élection de 2024 du 4e district congressionnel de Washington | Élection de 2024 du 4e district congressionnel de Washington | Élection de 2024 du 4e district congressionnel de Washington | Élection de 2024 du 4e district congressionnel de Washington |
| ------------------------------------------------------------ | ------------------------------------------------------------ | ------------------------------------------------------------ | ------------------------------------------------------------ | ------------------------------------------------------------ |
| Parti                                                        | Parti                                                        | Candidat                                                     | Votes                                                        | %                                                            |
|                                                              | Républicain                                                  | Dan Newhouse (sortant)                                       | TBD                                                          | TBD                                                          |
|                                                              | Républicain                                                  | Jerrod Sessler                                               | TBD                                                          | TBD                                                          |
| Total des votes                                              | Total des votes                                              | Total des votes                                              | TBD                                                          | 100 %                                                        |
|                                                              |                                                              |                                                              |                                                              |                                                              |